# Dysstroma consolidata
Dysstroma consolidata är en fjärilsart som beskrevs av Charles Stuart Gregson 1885. Dysstroma consolidata ingår i släktet Dysstroma och familjen mätare. Inga underarter finns listade i Catalogue of Life.